# Búri

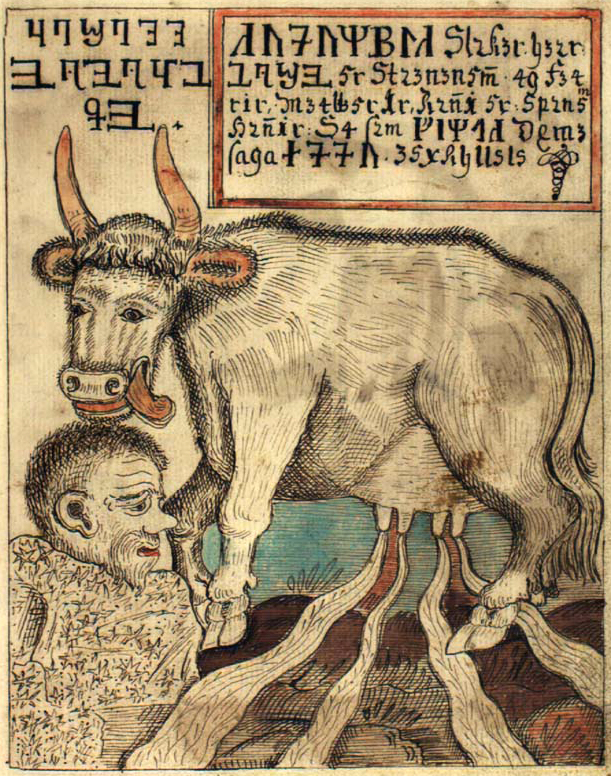
Kráva Audhumla lízající Búriho z ledu, ilustrace z islandského rukopisu, 1760

Búri je v severské mytologii otcem Bora a dědem Ódina, Viliho a Véa či Ódina, Höniho a Lodura. Objevuje se ve skladbě Gylfiho oblouznění z Prozaické Eddy, v pasáži zabývající se počátky světa a krávou Audhumlou, jejímž mlékem se živil Ymi. Tato kráva také stvořila Búriho:
Olizovala ojíněné kameny, které byly slané. Prvního dne, kdy je lízala, vyvstaly večer z kamene lidské vlasy, druhého dne lidská hlava a třetího dne tam byl celý muž. Nazývá se Búri. Byl krásného vzhledu, velký a silný. Zplodil syna, jenž se jmenoval Bor ...
Snorri Sturluson, Gylfiho oblouznění, Prozaická Edda, 
Kromě textu v Gylfiho oblouznění je Búri zmiňován v Jazyce básnickém, kde je Ódin označován za Búriho dědice.
Búriho jméno snad znamená „výrobce“ či „otec“; jakým způsobem zplodil svého syna Bora, není v pramenech nijak zmiňováno. John Lindow se domnívá, že tak učinil skrze pohlavní styk s nejmenovanou partnerkou a neplodil tak jako Ymi sám od sebe. Jacob Grimm navrhl ztotožnění představitelů tří božských generací: Búriho, Bora a Ódina, Viliho a Véa s mytickými prapředky kontinentálních Germánů, kteří jsou známí jako Tuisto, Mannus a zakladatelé kmenů Ingaevonů, Hermiononů a Istaevonů.